# لبابة بنت عبد الله بن عباس
لبابة بنت عبد الله بن عباس كانت ابنة ابن عباس، أحد الصحابة البارزين للنبي محمد، وحفيدة عبد المطلب. تزوجت من علي بن عبد الله بن جعفر، حفيد ابن عم الرسول محمد جعفر بن أبي طالب، وأسماء بنت عميس. وكان لديهم أبناء.